# Apororhynchus paulonucleatus
Apororhynchus paulonucleatus är en hakmaskart som beskrevs av Hoklova och Cimbaluk 1971. Apororhynchus paulonucleatus ingår i släktet Apororhynchus och familjen Apororhynchidae. Inga underarter finns listade i Catalogue of Life.